# Хлорхинальдол
Хлорхинальдол — 5,7-Дихлор-2-метил-8-хинолинол, хлорированное производное популярного хелатирующего агента 8-гидроксихинолина. Противомикробное и антисептическое средство, применяется местно в виде крема и внутрь в виде пастилок.

## Физические свойства
Кремовые или оранжево-кремовые кристаллы со своеобразным запахом. Практически нерастворим в воде.

## Фармакологическое действие
Противомикробное, антибактериальное, противопротозойное, противогрибковое. Блокирует некоторые ферменты микроорганизмов, образуя прочные комплексы с кофакторами — металлами, входящими в состав ферментов. Активен в отношении большинства грамположительных и грамотрицательных бактерий, шигелл, сальмонелл, эшерихий, холерного вибриона, некоторых видов простейших (амёбы, лямблии) и грибков. Устойчивость к хлорхинальдолу развивается медленно, перекрёстная резистентность с антибиотиками и др. антимикробными соединениями (не из группы производных 8-оксихинолина) отсутствует. Не влияет на нормальную микрофлору кишечника, но подавляет рост оппортунистических микроорганизмов при дисбактериозе. После приёма внутрь не всасывается и резорбтивного действия не оказывает.

## Показания
Препарат в основном применяется местно при инфицированных кожных заболеваниях и при вагинальных инфекциях. Для местного лечения кортикочувствительных дерматозов с умеренно выраженной суперинфекцией, острых и подострых экзем, дерматитов, пиодермии, опрелостей, инфицированных ран, дерматомикозов, пузырчатки у новорожденных. Хлорхинальдол также используется в качестве антисептика, фунгистата или дезодоранта.
Также: дизентерия, сальмонеллёз, пищевая токсикоинфекция, дисбактериоз, инфекционно-воспалительные заболевания влагалища.

## Противопоказания
Гиперчувствительность, тяжёлые нарушения функций печени и почек, заболевания зрительного нерва, поражение периферических нервов, аллергические реакции в анамнезе, беременность, кормление грудью (на время лечения необходимо прекратить грудное вскармливание).

## Побочное действие
Диспептические явления (боли в животе, тошнота, рвота, диарея), головная боль, периферические нейропатии, миелопатии, поражение зрительного нерва, аллергические реакции (кожные высыпания, зуд, лихорадка); ощущение зуда и жжения во влагалище (исчезает после прекращения лечения).

## Лекарственное взаимодействие
Снижает эффект инсулина и пероральных гипогликемических средств.